# 能代公園
能代公園（のしろこうえん）とは、秋田県能代市清助町9にある都市公園である。

## 概要
能代公園の前身は寛永20年1643年に異国船や漂着物を見張りする能代唐船見張番所が設立された丘陵であり、番人山とも呼ばれた。
公園全体が小丘陵になっており、米代川、日本海、白神山地の風景を臨むことができる。
園内には篤志家、賀藤景林を祀る神社があり、更に西側は日和山、東側は能代市民球場がある。
ソメイヨシノなど約700本に及ぶ桜と、約3,400株のツツジが公園内に植えられている。
春には桜まつり、つつじ祭りが行われ、散歩やイベント会場としても利用され市民の憩いの場となっている。

## 沿革
- 1643年（寛永20年）異国船を見張る唐船見張番所が設立される。
- 1900年（明治33年）東宮殿下（大正天皇）の結婚を記念して設立。
- 1902年（明治35年）能代山本公園設計。
- 1965年（昭和40年）国有地0.46ha無償借地。
- 1966年（昭和41年）つつじ庭園を造るため南斜面に植樹。
- 1967年（昭和42年）滝、噴水、池、五重塔築造。
- 1969年（昭和44年）つつじ庭園を造るため１万本植樹実施運動推進。

## 施設
- 駐車場 15台
- 東屋

## 園内施設
- 飲食店（割烹 松風庵）
- 龍泉寺
- 景林神社：風の松原の植林に生涯を尽くした賀藤景林を祀る神社。1850年地元有志により石碑を建立され、景林没後百年忌に石碑が現在地に移され神社が創建された。毎年4月29日には例大祭が行われる。

## イベント
- さくらまつり 4月下旬～5月上旬
- つつじまつり 5月中旬～下旬

## ギャラリー

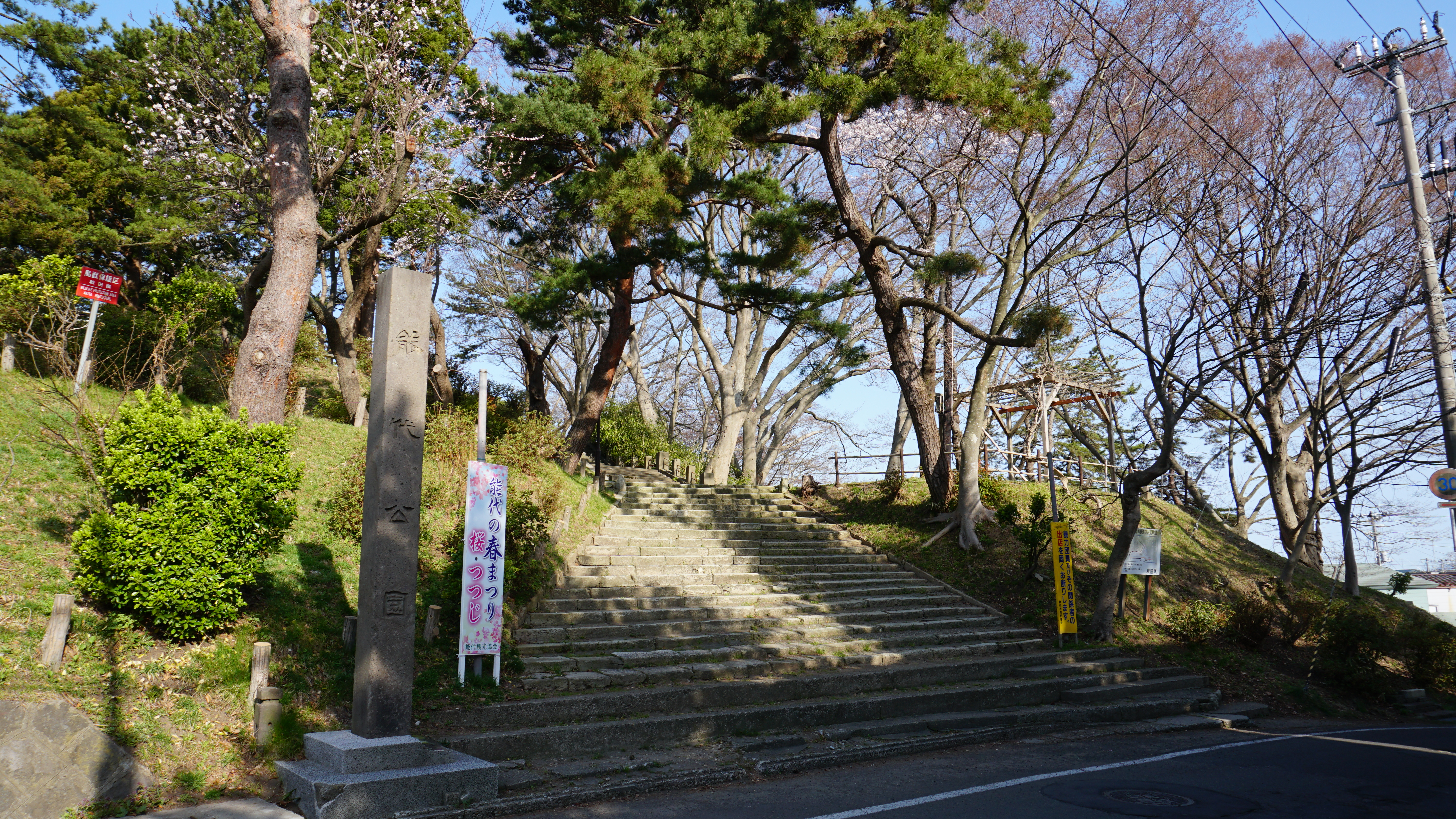
公園入口
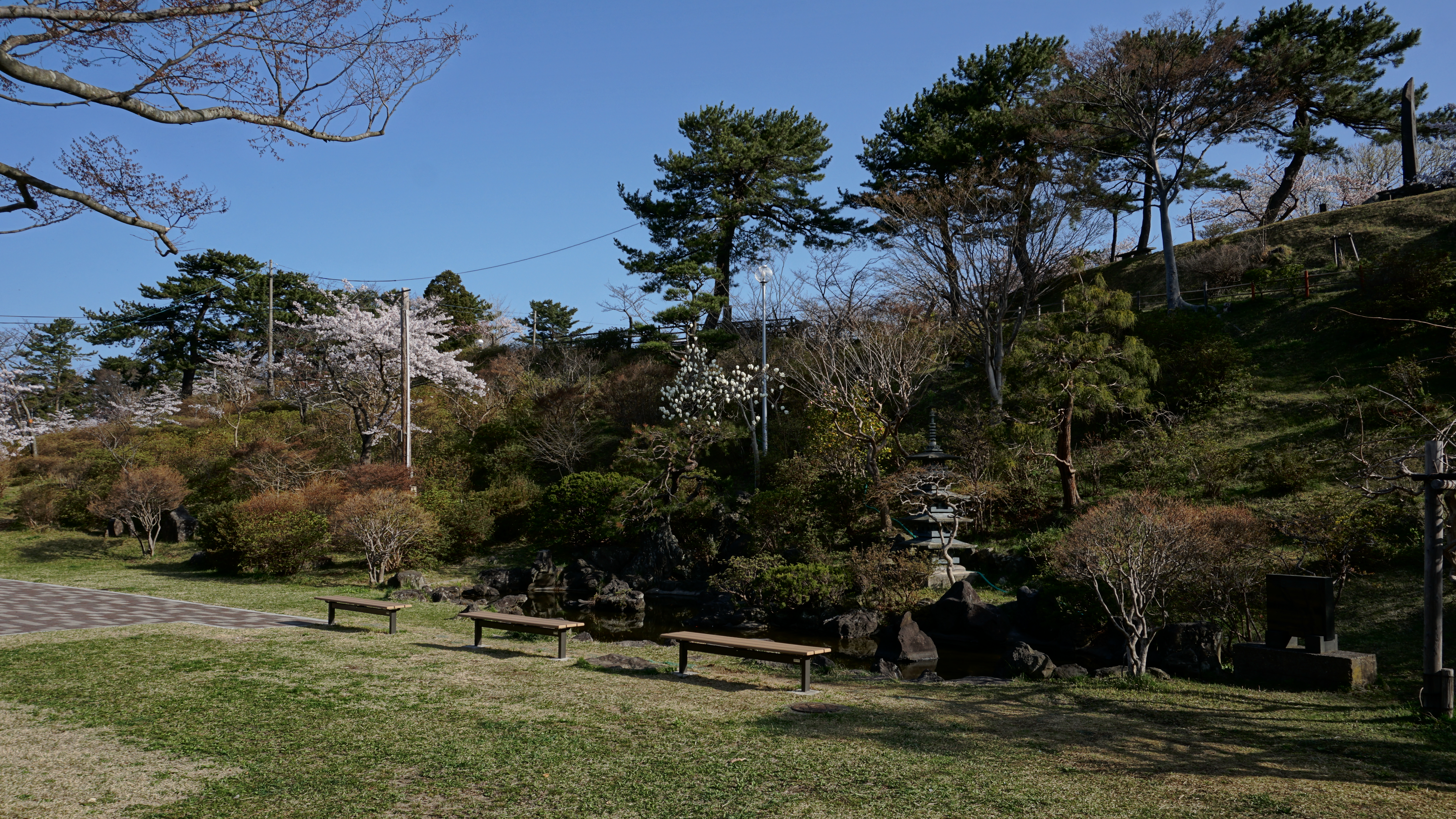
園内の小庭園
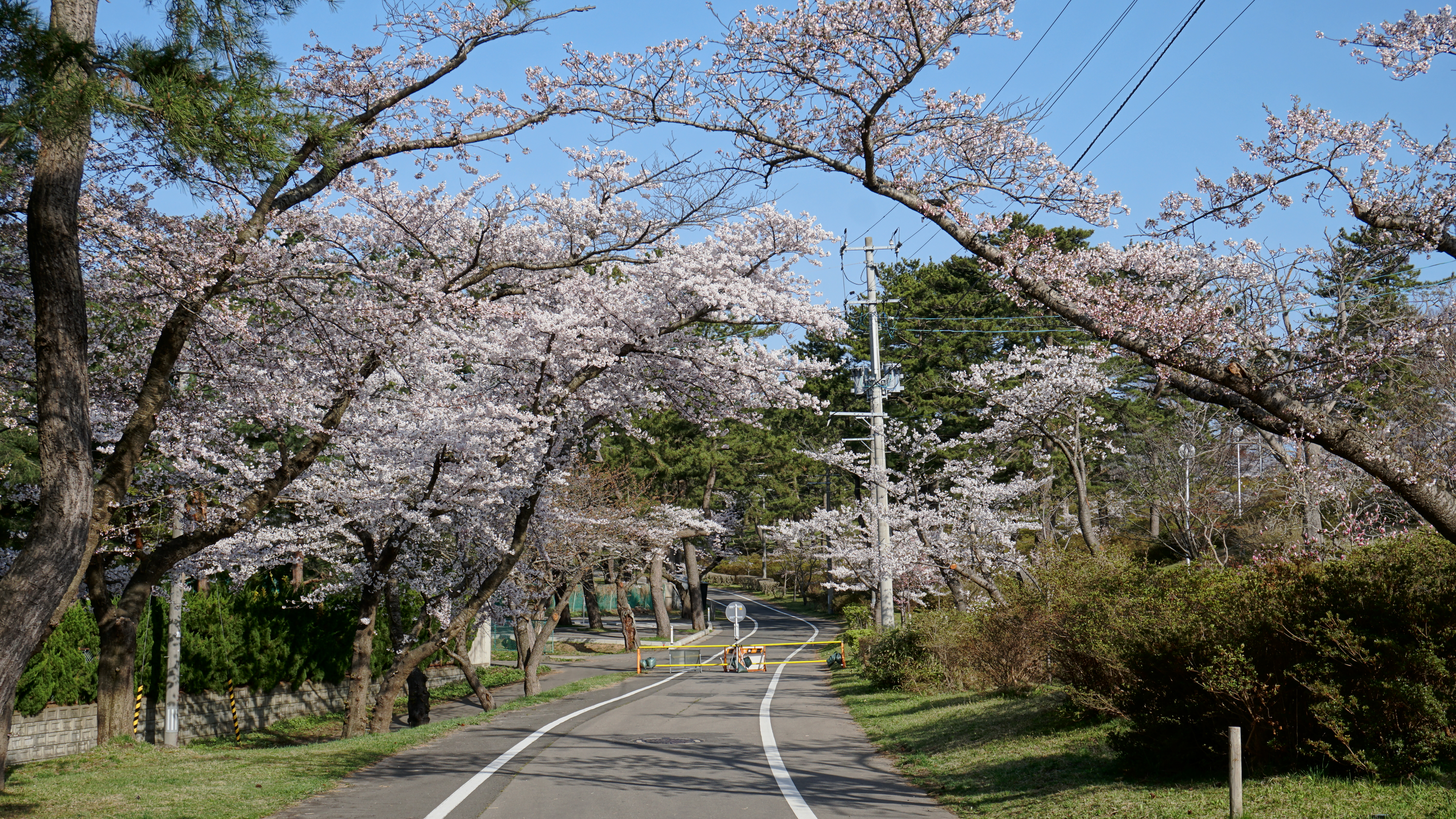
能代工業高校方面から能代第一中学校方面へ
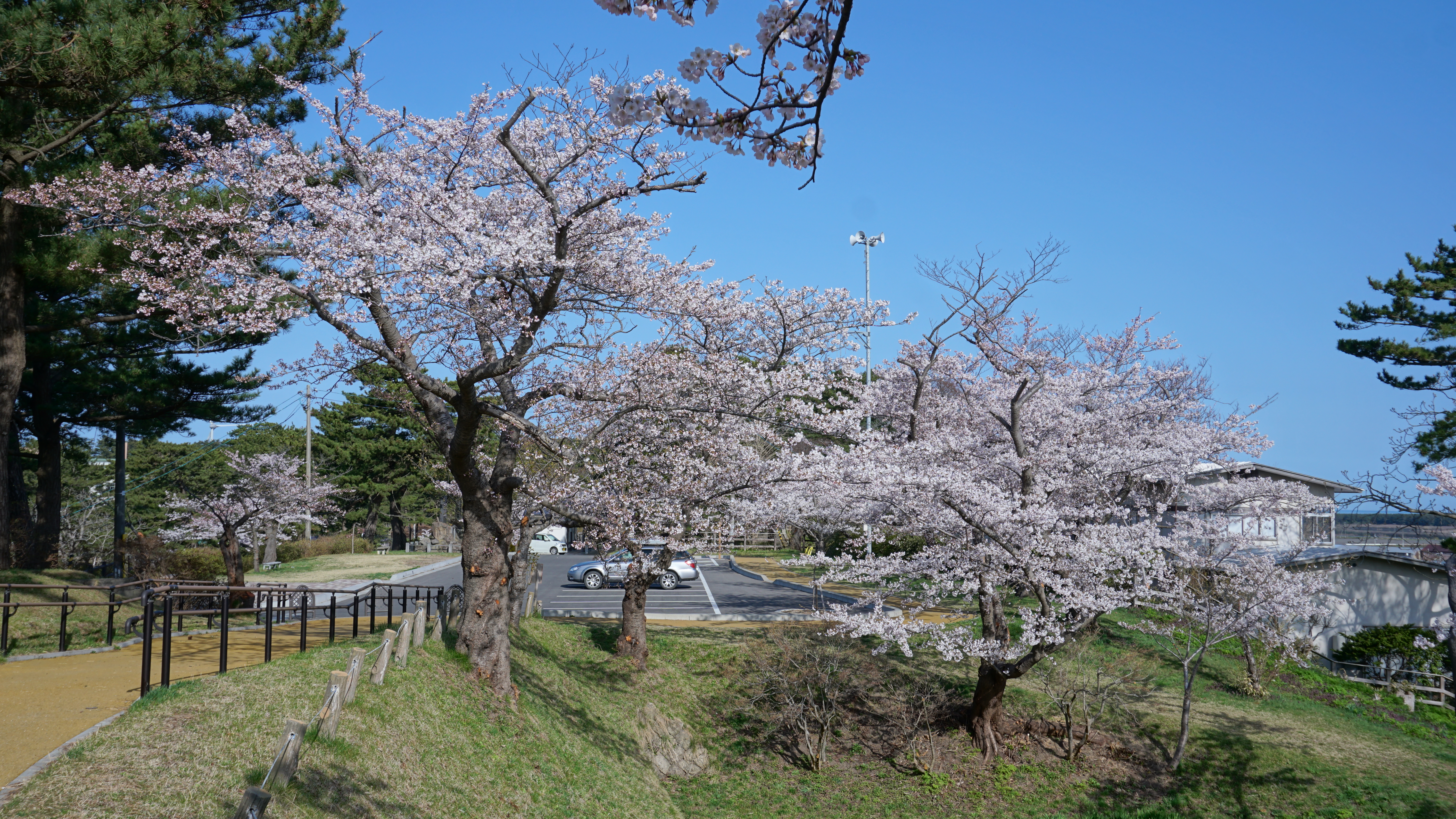
駐車場付近のサクラ
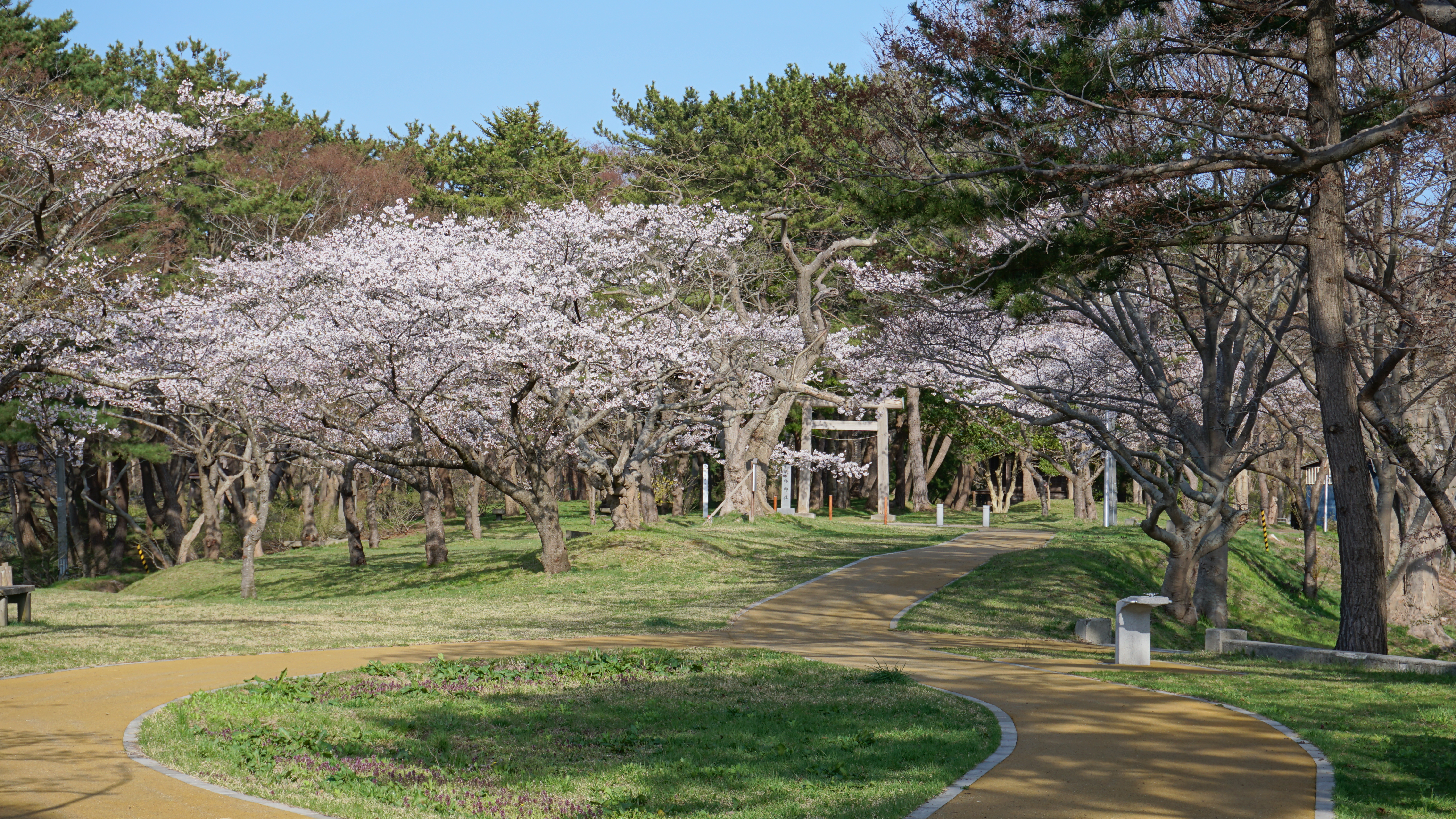
景林神社付近

## アクセス
- 能代駅より徒歩15分
- 能代南インターチェンジより車で10分